# OTR-21 Totchka

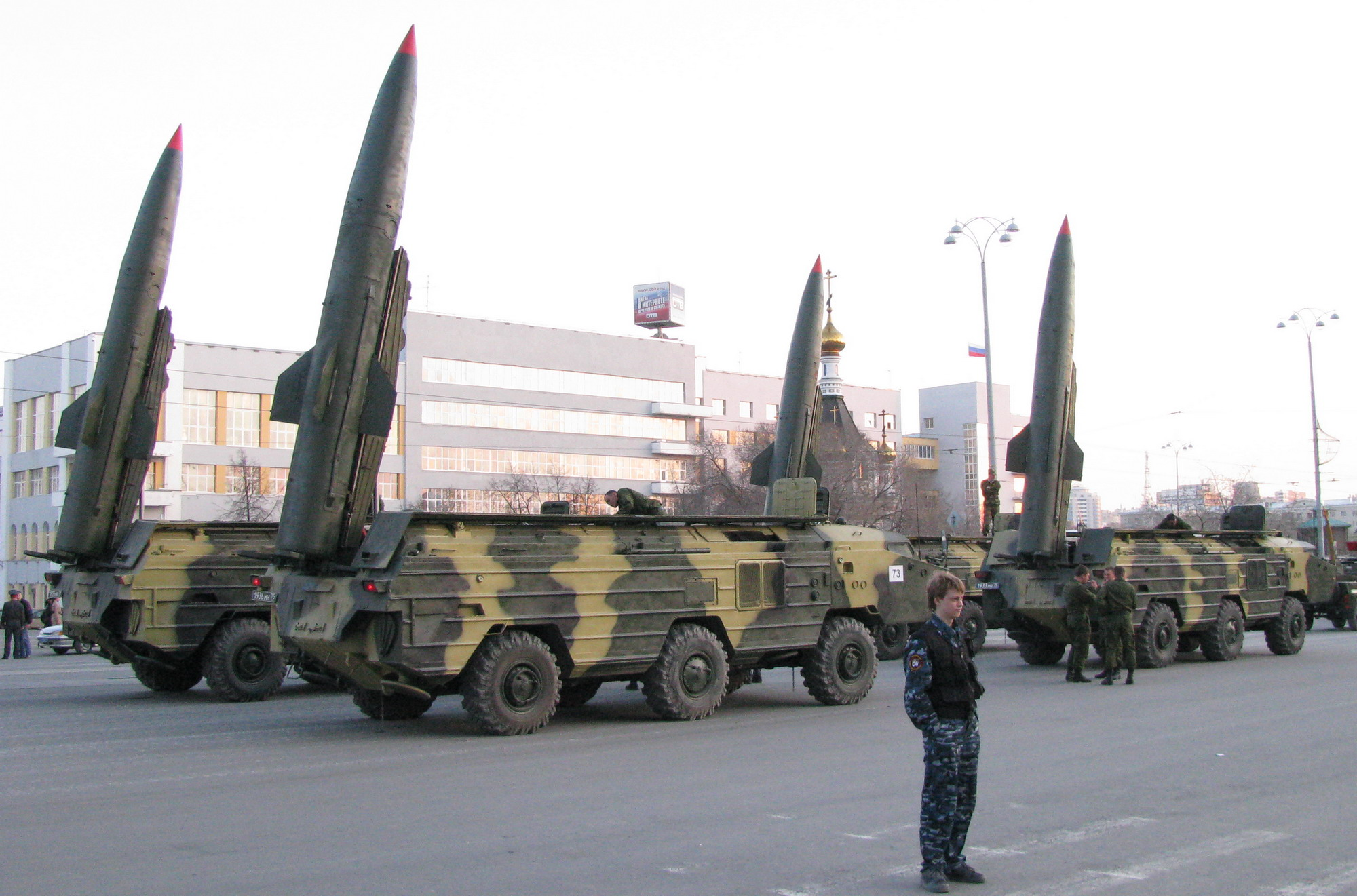
Missiles OTR-21 Totchka en position de tir lors d'une parade en Russie en 2009.

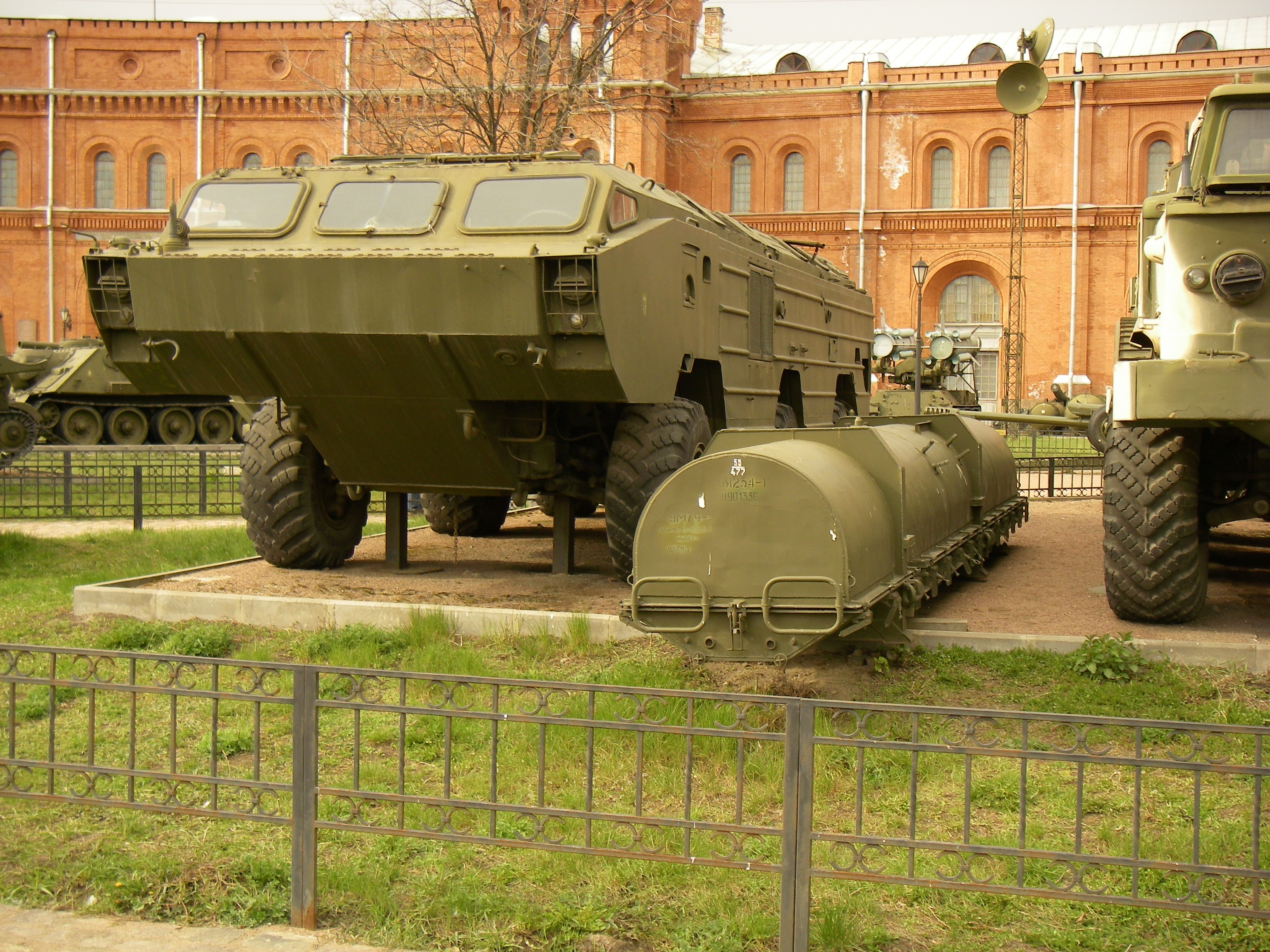
Véhicule lance-missile SS-21 au musée de l'artillerie de Saint Petersbourg, avec à côté, un conteneur abritant le missile lui-même.

L'OTR-21 Totchka plus connu au niveau mondial sous le code OTAN SS-21 ou SS-21 Scarab, ou encore Totchka-U (du mot russe Точка, signifiant « point »), ou 9K79, est un missile balistique tactique soviétique à courte portée d'une masse de 2 tonnes.

## Caractéristiques
Transporté sur un tracteur-érecteur-lanceur 9P129 (BAZ-5937), il est ensuite positionné à la verticale pour son lancement.
Il a été conçu pour remplacer les roquettes FROG (Free Rocket over Ground).
D'une portée de 70 (SS-21 Scarab A) à 120 kilomètres (SS-21 Scarab B), il peut être doté d'une ogive de 482 kg, conventionnelle unitaire ou à sous-munitions, chimique, biologique ou nucléaire (de 10 à 200 kilotonnes suivant le modèle d'ogive choisi).
En avril 1971, le développement de la version Totchka-R, avec un système de guidage passif pour les cibles émettrices d'onde radio (radar, stations de radio, etc.) a commencé. Le système de guidage a fourni une plage d'acquisition de cibles à une distance d'au moins 15 km. Il a été supposé que la précision de pointage de la Totchka-R sur une cible fonctionnant en continu ne dépasse pas 45 mètres et que la zone d'engagement est supérieure à deux hectares.

### Missiles

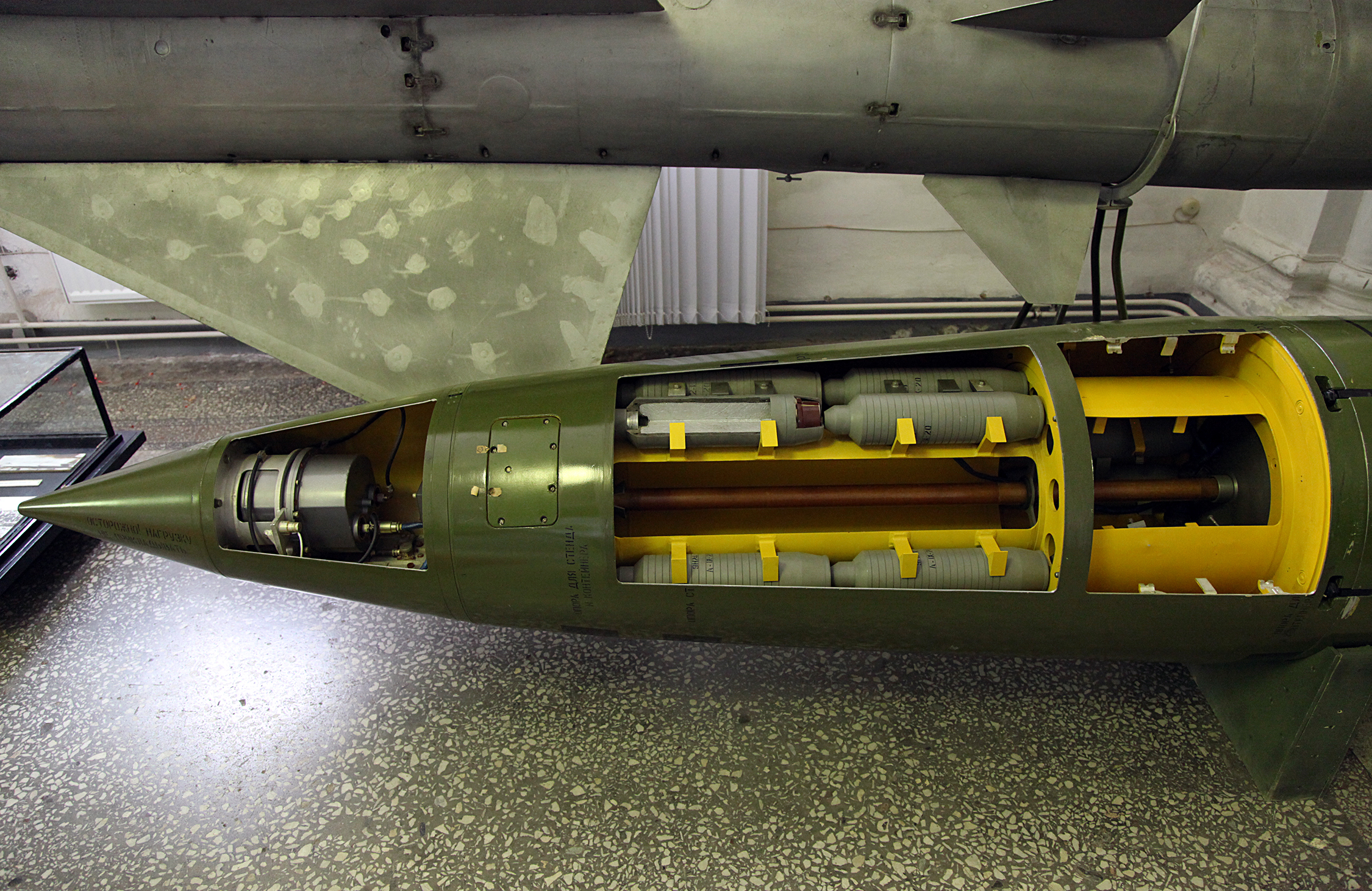
Coupe d'une ogive 9H123K exposée dans un musée.

- 9M79B avec ogive nucléaire AA-60 de 10 kt
- 9M79B1 avec ogive nucléaire d'une importance particulière AA-86.
- 9M79B2 avec ogive nucléaire AA-92
- 9M79F avec ogive explosive et fragmentation 9H123F (9M79-1F).
- 9M79K avec ogive ogive à sous-munitions 9H123K (9M79-1K)
- 9M79FR avec BC à phase d'obus et radar passif SNS 9H123F-R (9M79-1FR)

L'ogive 9H123K contient 50 sous-munitions. Larguée à 2 250 mètres d'altitude, elle embarque un total de 15 800 shrapnells de 7 grammes pouvant se disperser sur une superficie de 3,5 à 7 hectares.

## Historique

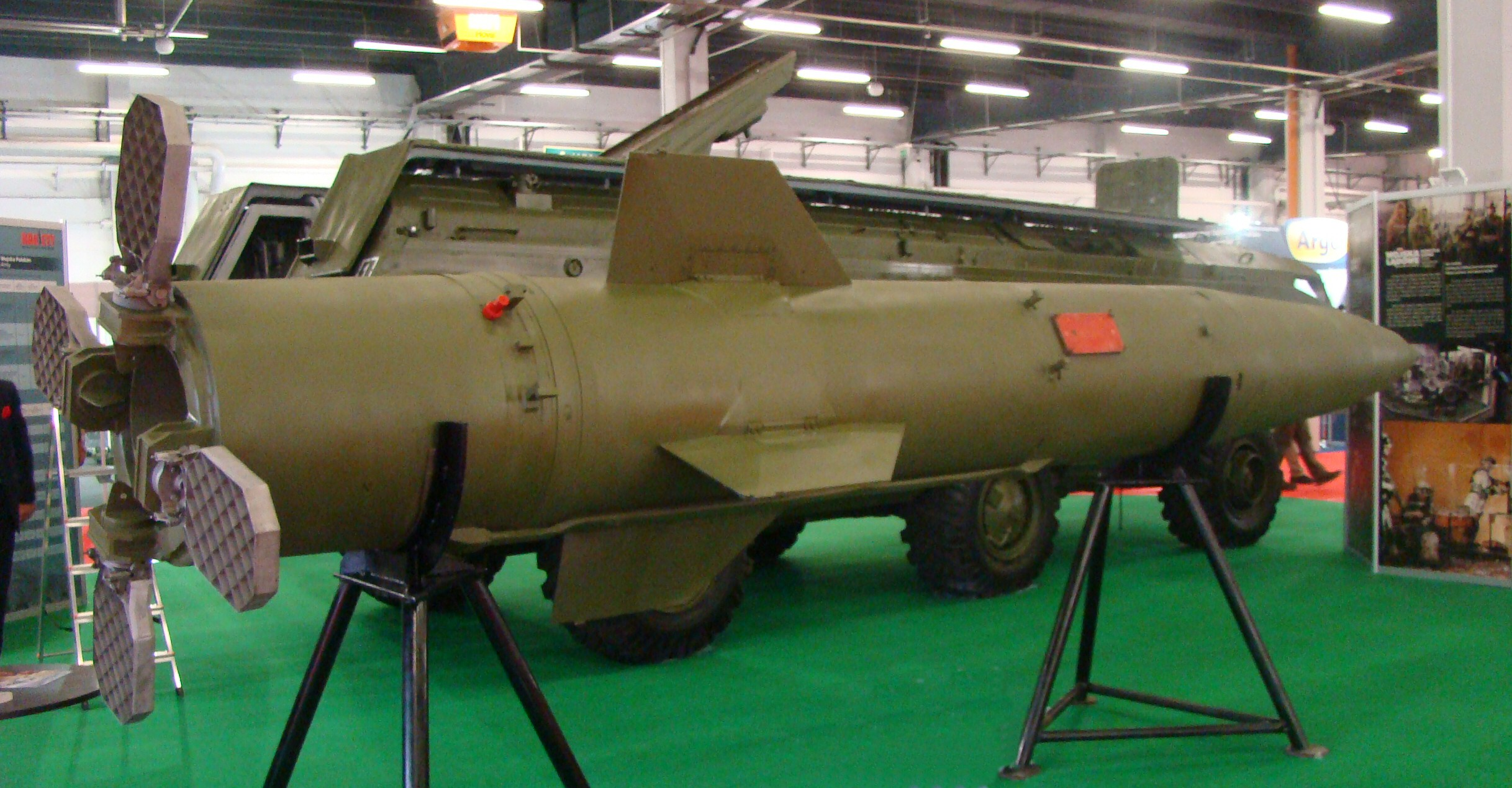
Un OTR-21 polonais en exposition.

Le développement de ce missile est validé le 4 mars 1968 par le conseil des ministres de l'URSS.
Les premiers tirs d'essais ont lieu en 1971 dans le polygone de tir du cosmodrome de Kapoustine Iar et la production en série débute en 1973. Entrée en service en 1976, sa première version est déployée pour la première fois au sein de l'Armée rouge en Allemagne de l'Est en 1981, remplaçant ainsi les FROG-7. Plusieurs membres du pacte de Varsovie en reçurent, la Pologne tira son dernier missile le 19 mai 1999.
Il est, en 2022, toujours en service dans les forces armées de la fédération de Russie, dans les forces de frappes et d'artilleries ukrainiennes des forces armées de l'Ukraine, celles d'autres ex-républiques soviétiques, en Bulgarie, en Syrie, au Yémen, et Corée du Nord (dans une version locale nommée KN-02 ).  
Il a été utilisé au combat par les forces russes lors des guerres de Tchétchénie et la deuxième guerre d'Ossétie du Sud, par l’armée syrienne lors de la guerre civile syrienne. La chaîne américaine CNN affirme sur la foi de « sources anonymes au sein des services de renseignement américains » que l'armée régulière ukrainienne en aurait utilisés lors de la crise ukrainienne de 2013-2014, notamment à la seconde bataille de l'aéroport de Donetsk. Cependant, les autorités ukrainiennes nièrent posséder ce type d'armement. En avril 2022, l'Ukraine possède encore selon le ministère de la Défense russe 38 à 90 lanceurs de missiles Totchka-U et plusieurs centaines de missiles. Le Center for Strategic and International Studies (CSIS) précise que l'Ukraine détient 500 missiles Totchka-U dans son arsenal en 2022. GlobalSecurity.org indique de son côté que l'Ukraine détient 90 lanceurs de missiles Totchka-U en 2022, chiffre comparable à celui de l'année 1995.
Il a été également utilisé durant la guerre du Yémen par des unités rebelles yéménites et les commissions populaires (Houthis) le 4 septembre 2015 lors d'un raid visant la base de Safer, un cantonnement de la coalition arabe, dans le gouvernorat de Ma'rib. L'attaque fait au moins 67 victimes parmi les forces de la coalition arabe dont 52 Émiratis, 10 Saoudiens et 5 Bahreïnis. Dans la nuit du 20 au 21 septembre 2015, un autre tir est intercepté par un missile MIM-104 Patriot émirati.
Durant la guerre de 2020 au Haut-Karabagh, l'Azerbaïdjan effectue deux attaques le 14 octobre 2020 contre des batteries de missiles sol-sol arméniens OTR-21 Totchka (ce pays en possédant alors 7 a 8).
Il est employé durant l'invasion russe de l'Ukraine en 2022 débutant le 24 février par les deux belligérants.
Les forces russes en février 2022 en tirèrent lors des exercices en Biélorussie avant leur attaque .
Le 1er mars, un OTR-21 russe explose sur une zone résidentielle de Marioupol
Ce serait les débris d'un missile ukrainien de ce type, intercepté avant d'avoir atteint sa cible, qui sont tombés sur la foule stationnée à un arrêt d'autobus à Donetsk le 14 mars 2022,, en faisant 23 victimes,.
Le 8 avril 2022, deux missiles de ce type frappent la gare de Kramatorsk en Ukraine faisant au moins 61 morts selon les autorités ukrainiennes. La partie propulsive d'un d'entre eux portait l'inscription en russe за детей (littéralement : « Pour nos enfants »).
De leur côté, les Forces de frappe et d'artillerie ukrainiennes, le 1er mars 2022 tirent un missile sur deux bases aériennes situées en Russie, un sur Millerovo et l'autre sur la base aérienne Taganrog-Central, y détruisant, selon des rumeurs, deux Su-30 et un Il-76 au sol. Un autre sur le port de Berdyansk, ville prise au bord de la mer d'Azov, détruit le 24 mars 2022 le Saratov (BDK-65), bâtiment de débarquement russe de la classe Alligator.
Le ministère ukrainien de la Défense déclare qu'au 25 avril 2022, sur les  1 300 missiles balistiques et de croisière estimés tirés par les forces russes, 8 %, soit plus d'une centaine, sont des Totchka.